# Refuge d'Avérole
Le refuge d'Avérole est un refuge situé en Haute-Maurienne, dans le département de la Savoie en région Auvergne-Rhône-Alpes, en France.

## Caractéristiques et informations
Le refuge bénéficie d'un gardiennage durant la saison de ski de randonnée qui se déroule du 17 mars au 20 mai. Il est également gardé du 16 juin au 16 septembre, pour la période estivale.

## Accès
Plusieurs voies d'accès sont possibles pour se rendre au refuge. Durant la période estivale, il est préférable de commencer son parcours depuis le parking des Vincendières puis d'entamer une marche par les sentiers prévus à cet effet. Il faudra compter entre une heure et demie et deux heures de temps pour atteindre le refuge. En période hivernale, le départ le plus approprié pour atteindre le bâtiment est le centre de la Bessanaise. Il faudra compter une randonnée d'environ deux heures et demie.

## Ascensions
Il est un des points de départ pour l'ascension de l'Albaron.

## Traversées
Il est possible d'effectuer le tour de la Bessanèse ou la traversée Carro-Évettes-Avérole.